# Eparchie Wrocław-Gdańsk
De eparchie Wrocław-Gdańsk (Latijn: Dioecesis Vratislaviensis-Gedanensis ritus bysantini ucraini, Pools: Eparchia Wrocławsko-Gdańska; Oekraïens: Вроцлавсько-Ґданська єпархія) is een in Polen gelegen eparchie van de Oekraïense Grieks-Katholieke Kerk met zetel in de stad Wrocław. De eparchie behoort tot de Poolse kerkprovincie, en is suffragaan aan de aartseparchie Przemyśl-Warschau.

## Geschiedenis
De eparchie werd op 24 mei 1996 opgericht door paus Johannes Paulus II met de apostolische constitutie Ecclesia catholica en suffragaan gesteld aan de aartseparchie Przemyśl-Warschau.

## Bisschoppen van Wrocław-Gdańsk
- 1996–1998 Teodor Majkowicz
- sinds 1999 Włodzimierz Juszczak OSBM

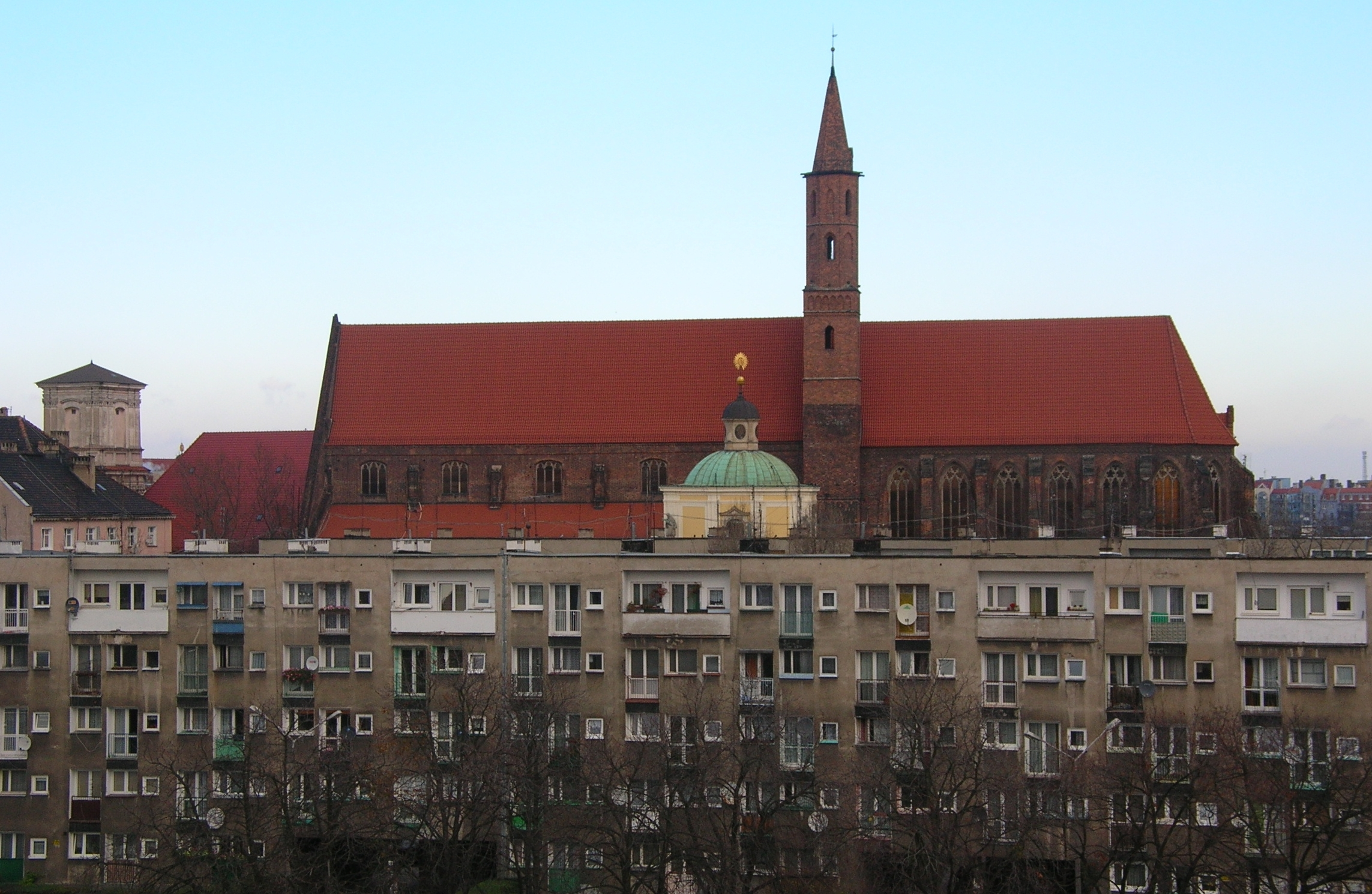
Kathedraal van Wrocław
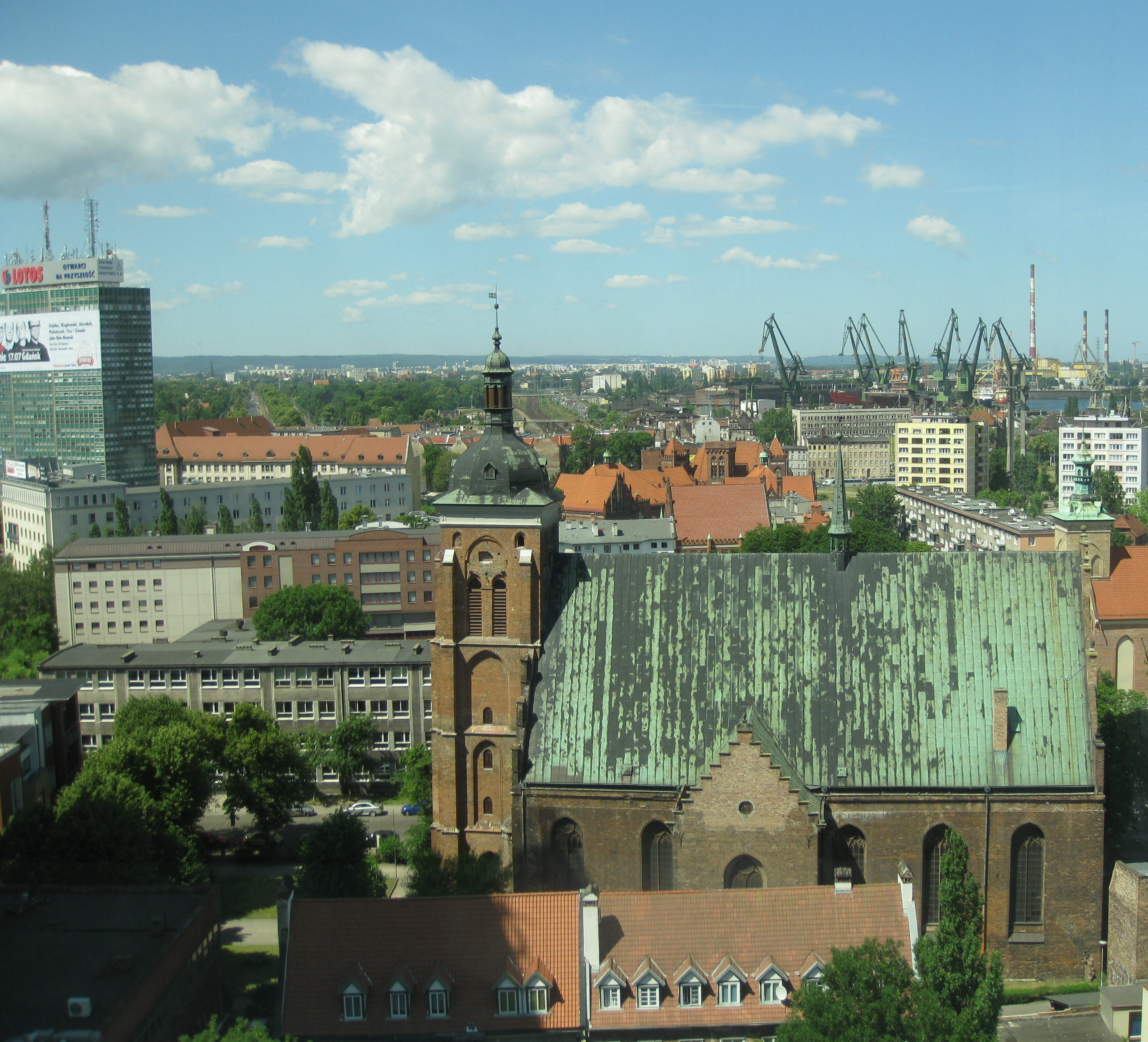
Cokathedraal van Gdańsk
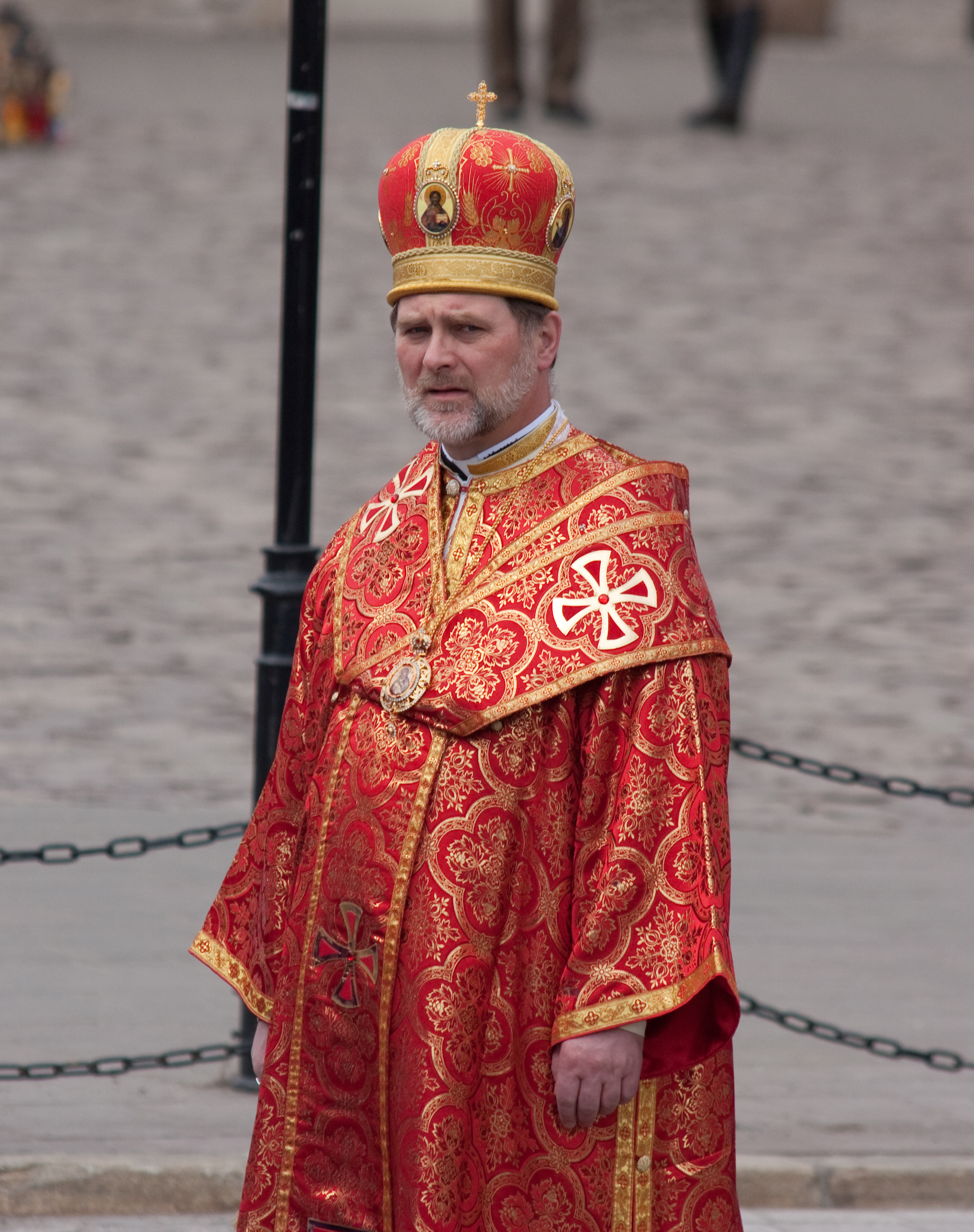
Bisschop Włodzimierz Juszczak